# Ventosela (Forcarey)
Ventosela es un pueblo de la parroquia de Magdalena, en el ayuntamiento de Forcarey, en la provincia de Pontevedra. En el año 2007 tenía 10 habitantes (3 hombres y 7 mujeres), 1 menos que en el año 2006.

## Lugares de Magdalena de Montes
| Lugares de la parroquia de Magdalena de Montes en el ayuntamiento de Forcarey (provincia de Pontevedra)                      |
| --- |
| Ameixeiras \| Os Codesás \| A Graña \| A Madalena \| San Xusto \| Sanguñedo \| Soutelo de Montes \| Trasdomonte \| Ventosela |

- Datos: Q20545217